# Javier Miranda Munizaga
Francisco Javier Miranda Munizaga (La Serena, 21 de julio de 1930-Santiago, 14 de julio de 2022) fue un reconocido presentador de televisión y locutor chileno.

## Familia
Hijo de Manuel Miranda Rojas y Cristina Munizaga. Contrajo matrimonio con Valentina Gaymer Cortés con quien tuvo tres hijos y seis nietos.

## Carrera mediática

### Presentador de televisión
Durante 30 años trabajó en Canal 13 presentando programas de televisión como Telenoche (desde el 15 de mayo de 1969), Supercapo (1977), Aquí, ahora (1977-1978) Adanes y Evas (1978-1979 junto a Gina Zuanic), Un millón para el mejor (1977-1979), Esquinazo (1983-1985, junto a Gina Zuanic), Martes 13 (1988-1992, junto a Raquel Argandoña, Cecilia Bolocco, Viviana Nunes y Pilar Cox), Lo mejor... es conversar (1990-1991 y un resumen en 1992), junto a Pilar Cox, Alberto Fouillioux, Andrés Rillón y Carmen Lazo) y como lector del noticiero Teletrece, en su edición central de fin de semana entre marzo de 1978 y diciembre de 1987, y en su edición diaria desde marzo de 1988 hasta el viernes 23 de julio de 1999.
También presentó Lo mejor del Mundial, programa satélite de las copas mundiales de fútbol de 1986, 1990, 1994 y 1998, junto a Néstor Isella, Josefa Isensee, Jeannette Frazier, Cristián García-Huidobro, Andrés Rillón, Alberto Fouillioux, Álvaro Salas, Francisca Merino y Sebastián Rozental. Durante la segunda mitad de la década de 1990 también condujo el exitoso programa Maravillozoo (1995-1999), donde estaba acompañado por Iván Arenas, Claudia Conserva, Coco Legrand y Yolanda Montecinos, y Gane 6 por Cero (junio-julio de 1998).
Tras su salida de Canal 13, en julio de 1999, trabajó como conductor del noticiario central Telediario de Red Televisión (1999-2002). En marzo de 2002 regresó a Canal 13 para conducir junto a la cubana Alicia Pedroso el matinal Viva la mañana donde se mantuvo hasta el 31 de diciembre de ese año. Renunció al canal en febrero de 2003 y desde ahí emigró a ABT Televisión, a finales de ese año.
El 14 de octubre de 2018 hizo una aparición especial en Chilevisión noticias para presentar un segmento sobre adultos mayores, en el contexto del Día del Adulto Mayor.

### Locutor radial
Comenzó en 1950 en Radio Minería. En Radio Cooperativa ejerció como director durante 7 años, renunciando a dicho cargo en agosto de 1962. En Radio Nacional de Chile condujo el programa Hora 18 en 1983. Fundó y dirigió la desaparecida Radio Viva FM, ubicada en el 97.7 de Santiago (donde actualmente está Radio Beethoven) desde mediados de 1984 a octubre de 1995. Posteriormente por 10 años, trabajó en Radio El Conquistador, donde condujo el programa La hora de los Búhos —llamado inicialmente La hora del Búho— (17 de marzo de 1997-1 de marzo de 2007), junto a Eduardo Palacios, el empresario gastronómico Raúl Correa y Eduardo Fuentes. Fue también conductor del noticiario El Conquistador al día en 2007. Condujo el programa Comunicando por la tarde de Radio Oasis, entre el 2 de enero de 2008 y el 1 de febrero de 2013. Además, fue locutor de Radio Concierto en las décadas de 1980 y 1990 y locutor de la desaparecida Radio Andrés Bello en los años 1980.
Entre 2007 y 2010 fue locutor oficial de la Gran Parada Militar por parte del Ejército de Chile.
Fue voz corporativa de la radio por Internet ToroMondo.com, junto a Gina Zuanic.

## Muerte
Falleció el 14 de julio de 2022, por causas naturales, informó durante la tarde de ese día su familia.

## Apariciones en televisión

### Presentador
- Perfil Noticioso Semanal (Canal 13, 1966-1968, como voz en off)
- La Gran Jornada (Canal 13, 1970-1971)[12]
- Teletrece (Canal 13, 1976-1999)
- Un millón para el mejor (Canal 13, 1977-1979)
- Aquí, Ahora (Canal 13, 1977-1978)
- Adanes y Evas (Canal 13, 1978-1979)
- Dos + Dos (Canal 13, 1979)
- Esquinazo (Canal 13, 1983-1985)
- Lo Mejor del Mundial (Canal 13, 1986, 1990, 1994 y 1998)
- Copa Mundial de la FIFA México 1986 (Canal 13 - TVN, 1986)
- Martes 13 (Canal 13, 1988-1992)
- Copa Mundial de la FIFA Italia 1990 (Canal 13, 1990)
- Lo Mejor es... Conversar (Canal 13, 1990-1991)
- Copa Mundial de la FIFA Estados Unidos 1994 (Canal 13, 1994)
- Maravillozoo (Canal 13, 1995-1999)
- Juegos Olímpicos de Atlanta 1996 (Canal 13, 1996)
- Copa Mundial de la FIFA Francia 1998 (Canal 13, 1998)
- Gane 6 por Cero (Canal 13, junio-julio de 1998)
- Telediario Central (Red Televisión, agosto de 1999-febrero de 2002)
- Viva la mañana (Canal 13, marzo-diciembre de 2002)
- Club Empresa de Teleduc (Canal 13, marzo-diciembre de 2002)
- Pabellón de la construcción TV (Chilevisión, 2004 - 2007)
- Chilevisión Noticias  (Chilevisión, aparición especial Día del Abuelo, 14 de octubre de 2018)

### Actor
| Teleseries | Teleseries           | Teleseries                 | Teleseries |
| Año        | Teleserie            | Papel                      | Canal      |
| ---------- | -------------------- | -------------------------- | ---------- |
| 1981       | La madrastra         | Juez                       | Canal 13   |
| 1983       | La noche del cobarde | Oficial del Registro Civil | Canal 13   |